# Сондерс, Сисли
Дама Си́сли Со́ндерс (англ. Dame Cicely Saunders),  22 июня 1918, Лондон — 14 июля 2005, Лондон) — британская медсестра, социальный работник, врач и писатель. Известна своей ролью в развитии паллиативной помощи в современной медицине, созданием и организацией хосписов.

## Ранние годы и начальное образование
Родилась в Барнете, Хартфордшир, в семье Филипа Гордона Сондерса, дипломированного землемера и землевладельца, и Мэри Кристиан Найт. В семье было два младших брата, Джон Фредерик Стейси Сондерс и Кристофер Гордон Строде Сондерс.

## Хоспис
Во время обучения социальной работе она отдыхала с христианами и обратилась в христианство. В конце 1940-х годов Сондерс начала работать неполный рабочий день в доме для умирающих бедняков Святого Луки в Бэйсуотере, и отчасти это привело к тому, что в 1951 году она начала учиться на врача.
Год спустя Сондерс приступила к работе в хосписе Святого Иосифа, католическом учреждении в Хакни (Восточный Лондон), где она проработала семь лет, исследуя способы анестезии. Там она познакомилась с Антонием Мичневичем, пациентом, в которого она влюбилась. Его смерть в 1960 году совпала со смертью её отца в 1961 году и еще одного друга, и она погрузилась в то, что она позже назвала состоянием «патологической скорби». К тому времени она уже решила создать свой хоспис, обслуживающий больных раком, и вспоминала, что смерть Мичневича научила её, что «чем слабее тело, тем сильнее становится дух».
После 11 лет размышлений над проектом своего хосписа, она составила подробный план строительства и принялась искать спонсоров. В 1967 году был открыт хоспис Святого Христофора, первый в мире специально построенный хоспис. Хоспис был основан на принципах сочетания обучения и клинических исследований, экспертного обезболивания и облегчения симптомов с комплексным уходом для удовлетворения физических, социальных, психологических и духовных потребностей пациентов, их семей и друзей. Хоспис Св. Кристофера был разработан на основе философии ухода, что «вы важны, потому что вы есть вы, вы важны до последнего момента своей жизни», и подхода, требующего специализированной помощи, что привело к появлению новой медицинской специальности — паллиативной помощи. Исследования показывают, что больница Св. Кристофера сильно отличалась от больниц 1960-х годов, спроектированная и управляемая как «дом вдали от дома», где важна физическая среда. Это было место, где пациенты могли находиться в саду, писать, разговаривать, ухаживать за своим внешним видом. Сондерс всегда подчеркивала, что необходимо сделать гораздо больше, и она работала в этом направлении в качестве директора с 1967 года, а затем, с 1985 года, в качестве председателя, и занимала этот пост до 2000 года, когда стала президентом.
В 1965 году Сисли Сондерс стала кавалером Ордена Британской империи.
В 1984 Сондерс написала статью под названием «Хорошая смерть», где представила исторический обзор подходов к умиранию и эволюции паллиативного ухода.
Она умерла от рака в своем хосписе.